# XXXII століття до н. е.
XXXII століття до нашої ери — часовий проміжок між 1 січня 3200 року до н. е. та
31 грудня 3101 року до н. е.

## Події
- Бл. 3200 до н. е. — правління додинастичного фараона Ірі-Хора в Абідосі, Верхній Єгипет[1].
- Бл. 3200 до н. е. — початок будівництва мегалітичного курганного поховання Ньюгрейндж в Ірландії[2].
- Бл. 3150 до н. е. — об'єднання Нижнього та Верхнього Єгипту під владою фараона Нармера/Менеса[3]. Початок раннього династичного періоду Єгипту.

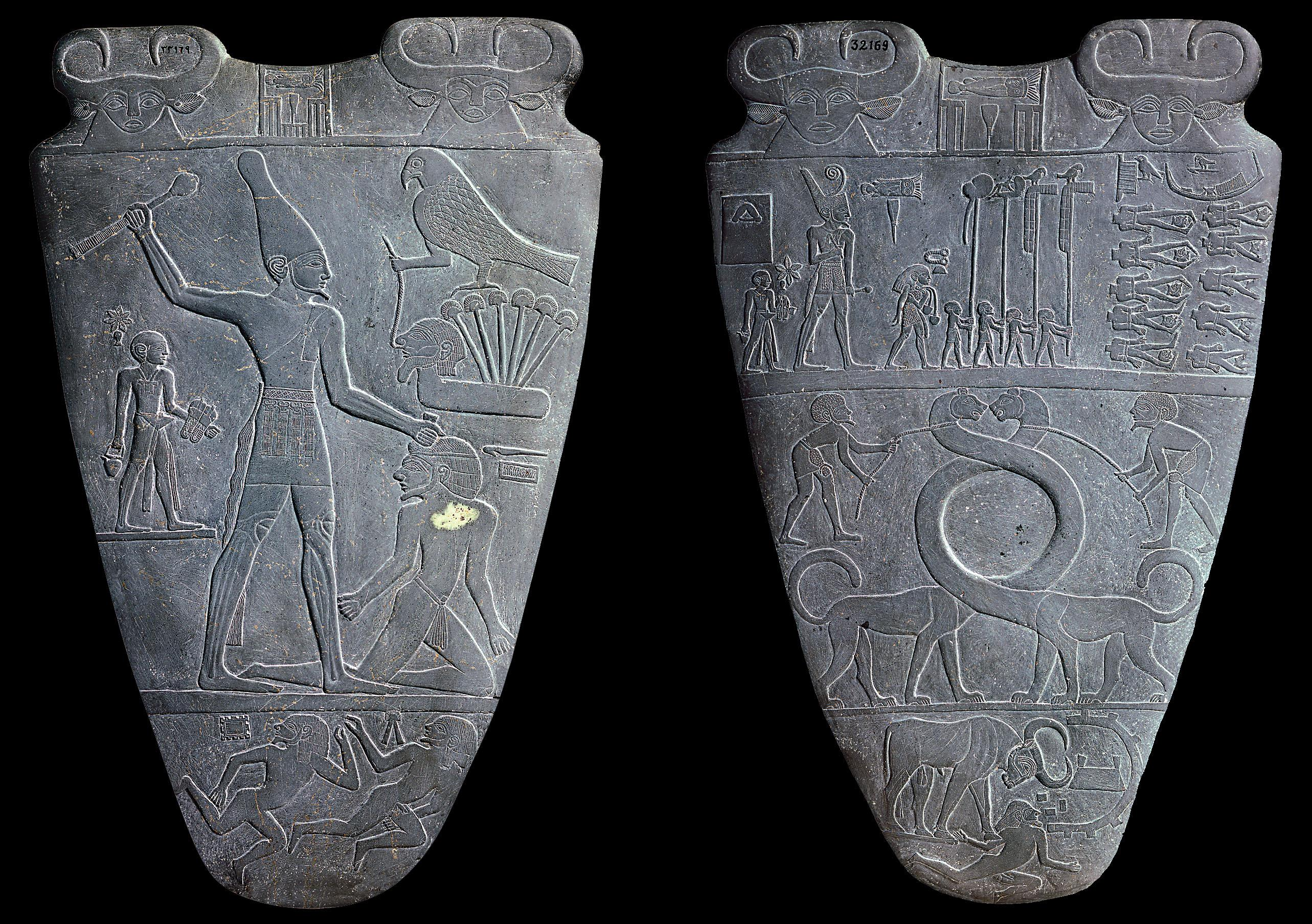
Палетка Нармера, що зображує об'єднання Эгипту